# Роден край (Орхание)
Вижте пояснителната страница за други значения на Роден край.
„Роден край“ е независим информационен седмичник в Орхание и Етрополе. Излиза в периода 14 януари – 5 февруари 1932 г.
Редактор е Георги Налбантски. Печата се в печатница „Търговска“ в София. Представлява местен вестник за културното издигане на Орхание и Етрополе, който „няма да служи на никоя класа и ще бъде съединително звено между отделните класи“. В него има много обявления.